# ستيفن لاريغوديل دوبويسون
ستيفن لاريغوديل دوبويسون Stephen Larigaudelle Dubuisson (21 أكتوبر 1786 - 14 أغسطس 1864) كان كاهنًا كاثوليكيًا فرنسيًا ومبشرًا يسوعيًا إلى الولايات المتحدة.
ولد دوبويسون لعائلة ثرية في سان دومينغو، وفر من الثورة الهايتية إلى فرنسا، حيث التحق بالخدمة المدنية وارتقى إلى مناصب عليا في بلاط نابليون الإمبراطوري.
وفي عام 1815، قرر الانضمام إلى الجمعية اليسوعية وأبحر إلى الولايات المتحدة. وانخرط في العمل التبشيري في ماريلاند وواشنطن العاصمة، قبل أن يصبح رئيسًا لكلية جورج تاون في عام 1825.
وكان شخصية متشددة، ولم تكن قيادته للمدرسة ناجحة. أصيب بانهيار عصبي وتم إرساله للتعافي في روما عام 1826.
أمضى دوبويسون العقدين التاليين منخرطًا في العمل التبشيري في ماريلاند وفيرجينيا وفيلادلفيا. كما سافر إلى أوروبا لجمع التبرعات لصالح اليسوعيين الأمريكيين من بين الملوك والنبلاء. في عام 1841، عاد بشكل دائم إلى فرنسا وقضى سنواته الأخيرة كقسيس لعائلة وقصر الدوق ماتيو دي مونتمورنسي في بورغو سان دالماتسو، ثم كاهن أبرشية في تولوز.